# Saransk Cup
Il Saransk Cup è un torneo professionistico di tennis giocato su campi in terra rossa. Fa parte dell'ITF Women's Circuit. Si gioca annualmente a Saransk in Russia.

## Albo d'oro

### Singolare
| Anno | Campionessa       | Finalista         | Punteggio |
| ---- | ----------------- | ----------------- | --------- |
| 2011 | Aleksandra Panova | Marina Mel'nikova | 6–0, 6–2  |

### Doppio
| Anno | Campionesse                       | Finaliste                    | Punteggio |
| ---- | --------------------------------- | ---------------------------- | --------- |
| 2011 | Mihaela Buzărnescu Teodora Mirčić | Eva Hrdinová Veronyka Kapšaj | 6–3, 6–1  |